# Paryż-Roubaix 2013
111. edycja wyścigu kolarskiego Paryż-Roubaix odbyła się w dniu 7 kwietnia 2013 roku i liczyła 257,5 km. Start wyścigu odbył się w Compiègne pod Paryżem, a finisz w Roubaix. Wyścig figuruje w rankingu światowym UCI World Tour 2013.
Zwycięstwo odniósł po raz trzeci Szwajcar Fabian Cancellara z grupy RadioShack-Leopard (poprzednio triumfował w 2006 i 2010 roku). W wyścigu startował jeden Polak: z numerem 191 Maciej Bodnar z Cannondale (ukończył klasyk na 56. miejscu). Nie wystartował zwycięzca z 2012 roku Belg Tom Boonen.

## Uczestnicy
Na starcie tego klasycznego wyścigu stanęło 25 zawodowych ekip, dziewiętnaście drużyn jeżdżących w UCI World Tour 2013 i sześć profesjonalnych zespołów zaproszonych przez organizatorów z tzw. „dziką kartą”.
Lista drużyn uczestniczących w wyścigu:
| Numery  | Kod | Zespół                  |
| ------- | --- | ----------------------- |
| 1-8     | OPQ | Omega Pharma-Quick Step |
| 11-18   | EUC | Team Europcar           |
| 21-28   | RLT | RadioShack-Leopard      |
| 31-38   | BMC | BMC Racing Team         |
| 41-48   | SKY | Sky Procycling          |
| 51-58   | BLA | Blanco Pro Cycling Team |
| 61-68   | KAT | Team Katusha            |
| 71-78   | GRS | Garmin-Sharp            |
| 81-88   | FDJ | FDJ                     |
| 91-98   | LBT | Lotto-Belisol           |
| 101-108 | AST | Astana Pro Team         |
| 111-118 | OGE | Orica-GreenEDGE         |
| 121-128 | VCD | Vacansoleil-DCM         |

| Numery  | Kod | Drużyna           |
| ------- | --- | ----------------- |
| 131-138 | LAM | Lampre-Merida     |
| 141-148 | TST | Team Saxo-Tinkoff |
| 151-158 | IAM | IAM Cycling       |
| 161-168 | ARG | Argos-Shimano     |
| 171-178 | ALM | Ag2r-La Mondiale  |
| 181-188 | SOJ | Sojasun           |
| 191-198 | CAN | Cannondale        |
| 201-208 | COF | Cofidis           |
| 211-218 | TNE | NetApp-Endura     |
| 221-228 | MOV | Movistar Team     |
| 231-238 | BSE | Bretagne-Schuller |
| 241-248 | EUS | Euskaltel-Euskadi |

## Klasyfikacja generalna
| M-ce | Imię i nazwisko     | Kraj       | Drużyna                 | Czas       |
| ---- | ------------------- | ---------- | ----------------------- | ---------- |
| 1.   | Fabian Cancellara   | Szwajcaria | RadioShack-Leopard      | 5h 45' 33" |
| 2.   | Sep Vanmarcke       | Belgia     | Blanco Pro Cycling Team | + 0"       |
| 3.   | Niki Terpstra       | Holandia   | Omega Pharma-Quick Step | + 31"      |
| 4.   | Greg Van Avermaet   | Belgia     | BMC Racing Team         | + 31"      |
| 5.   | Damien Gaudin       | Francja    | Team Europcar           | + 31"      |
| 6.   | Zdeněk Štybar       | Czechy     | Omega Pharma-Quick Step | + 39"      |
| 7.   | Sebastian Langeveld | Holandia   | Orica-GreenEDGE         | + 39"      |
| 8.   | Juan Antonio Flecha | Hiszpania  | Vacansoleil-DCM         | + 39"      |
| 9.   | Alexander Kristoff  | Norwegia   | Team Katusha            | + 50"      |
| 10.  | Sébastien Turgot    | Francja    | Team Europcar           | + 50"      |